# Extremity
Extremity és una pel·lícula de terror nord-americana del 2018 dirigida per Anthony DiBlasi i protagonitzada per Chad Rook, Dana Christina i J. Larose. Ha estat doblada i subtitulada al català.

## Repartiment
- Chad Rook com a Bob/Red Skull
- Chantal Perron com a Dr. Silvia Nichols
- Dana Christina com a Allison Belle
- Dylan Sloane com a Zachary
- Ashley Smith com a Nell Leycock/White Skull
- Yoshihiro Nishimura com a Cameraman
- Ami Tomite com a Konishi
- J. Larose com a Phil

## Estrena
La pel·lícula va rebre una estrena limitada a les sales i es va estrenar en vídeo a la carta i Blu-ray el 2 d'octubre de 2018.

## Crítica
Rich Cross d'Starburst va puntuar la pel·lícula amb 8 estrelles sobre 10, i va escriure que "en contrast amb tanta producció de terror indie "maniac-with-a-machete" derivada, Extremity mostra una determinació per fer les coses de manera diferent i una seguretat i confiança que el diferencia." Shawn Macomber de Rue Morgue va escriure una crítica positiva de la pel·lícula, escrivint que "El món que convoca el director Anthony DiBlasi és ric, realista i aterridor. Christina ofereix una actuació afectuosa i matisada, treballa amb material pesat. Els embruixats són tots encarnacions legítimes de l'amenaça i la intimidació."